# Brenes
Brenes – gmina w Hiszpanii, w prowincji Sewilla, w Andaluzji, o powierzchni 21,45 km². W 2011 roku gmina liczyła 12 837 mieszkańców. Miasto jest połączone głównie drogą A-462 w kierunku Carmona oraz drogą A-8008 łączącą San José de la Rinconada i Sewillę.